# Petria Thomas
Petria Ann Thomas (ur. 25 sierpnia 1975 r. w Lismore) – była australijska pływaczka specjalizująca się w stylu motylkowym i dowolnym, trzykrotna mistrzyni olimpijska, mistrzyni i była rekordzistka świata, mistrzyni świata na krótkim basenie. Karierę pływacką zakończyła w 2004 roku po igrzyskach olimpijskich w Atenach.

## Sukcesy

### Medale zdobyte podczas igrzysk olimpijskich w Atlancie
- - 200 m stylem motylkowym

### Medale zdobyte podczas igrzysk olimpijskich w Sydney
- - 200 m stylem motylkowym
- - sztafeta, 4 × 100 m stylem zmiennym
- - sztafeta, 4 × 200 m stylem dowolnym

### Medale zdobyte podczas igrzysk olimpijskich w Atenach
- - 200 m stylem motylkowym
- - 100 m stylem motylkowym
- - sztafeta 4 × 100 m stylem dowolnym
- - sztafeta 4 × 100 m stylem zmiennym

### Medale zdobyte podczas mistrzostw świata w Perth(1998 r.)
- - 100 m stylem motylkowym
- - sztafeta 4 × 200 m stylem dowolnym
- - 200 m stylem motylkowym
- - sztafeta 4 × 200 m stylem zmiennym

### Medale zdobyte podczas mistrzostw świata w Fukuoce(2001 r.)
- - 100 m stylem motylkowym
- - 200 m stylem motylkowym
- - sztafeta 4 × 100 m stylem zmiennym

## Wyróżnienia
- 2001, 2002: Najlepsza Pływaczka Roku Azji i Oceanii